# 반텡
반텡(Bos javanicus)은 동남아시아에서 서식하는 들소의 일종이다. 천적은 인도차이나호랑이나 승냥이무리, 바다악어, 인간이다. 현재 멸종위기에 처해 있으며, 지역마다 각기 다른 아종이 서식한다.

## 아종
- Bos javanicus birmanicus
- Bos javanicus javanicus
- Bos javanicus lowi